# Лукетич, Роберт
Роберт Лукетич (англ. Robert Luketic; род. 1 ноября 1973) — австралийский кинорежиссёр и сценарист.

## Биография
Австралийский кинорежиссёр Роберт Лукетич родился 1 ноября 1973 г. в Сиднее, Новый Южный Уэльс, Австралия.
Лукетич начал делать фильмы с раннего возраста. Когда его картина выиграла приз Кинофестиваля ATOM в номинации «Лучший фильм», в 15 лет Роберт пообещал себе, что снимет свой серьёзный голливудский кинопроект к 30 годам. В 1994 многообещающего режиссёра приняли в Художественную школу кино и телевидения, Викторианский колледж, считающийся одной из самых престижных австралийских киношкол. После года обучения Лукетич в течение двух лет подряд занимался своей любимой деятельностью при поддержке спонсоров, корпорации AVID Technology и компании Samuelson Film Services.
В 1996 Роберт сам написал сценарий и снял комедийную короткометражку Titsiana Booberini, историю о «гадком утёнке», кассире из супермаркета. Короткая лента выиграла приз Королевы Елизаветы II за выдающиеся достижения, а также приз за лучший фильм фестиваля Aspen Shortsfest. После того как Titsiana Booberini попал на Кинофестиваль «Сандэнс», у Лукетича появился его личный агент и менеджер и, конечно же, он удостоился внимания со стороны нескольких киностудий.
Австралиец решился переехать в Лос-Анджелес, движимый мечтой просочиться в голливудскую киноиндустрию. Он два года работал со сценариями, прежде чем состоялся его американский дебют. В 2001, в свои 29 лет, Роберт сдержал данное самому себе обещание, сняв весёлую комедию «Блондинка в законе» с Риз Уизерспун. Сделанный за 20 млн долларов, фильм имел огромный коммерческий успех и был номинирован на Золотой Глобус и кинопремию Teen Choice Award.
Следующий его проект, комедия 2004 «Свидание со звездой», перерос в съёмки фильма «Если свекровь — монстр» 2005 с Дженнифер Лопес, которая играла женщину, начинающую переосмысливать свою помолвку после встречи с матерью жениха, сыгранной Джейн Фондой.
После комедии с Лопес режиссёр взялся за съёмки истории, основанной на книге Бена Мезрича «Удар по казино». Фильм «Двадцать одно» рассказывает о подлинной жизни пятерых студентов, разработавших уникальную математическую систему расчётов, благодаря которой они выиграли миллионы в казино Вегаса. Звёздами драмы стали Кевин Спейси, Джим Стерджесс и Лоренс Фишберн.
В 2009 Лукетич снял романтическую комедию «Голая правда» с Кэтрин Хайгл и Джерардом Батлером, затем вновь сотрудничал с Хайгл на съёмках его экшна «Киллеры», одной из звёзд которого стал Эштон Кутчер.
Роберт живёт в Лос-Анджелесе вместе со своей собакой по кличке Филип.

## Фильмография
| Год  |     | Русское название       | Оригинальное название         | Роль                |
| ---- | --- | ---------------------- | ----------------------------- | ------------------- |
| 1997 | кор |                        | Titsiana Booberini            | режиссёр, сценарист |
| 2001 | ф   | Блондинка в законе     | Legally Blonde                | режиссёр            |
| 2004 | ф   | Свидание со звездой    | Win a Date with Tad Hamilton! | режиссёр            |
| 2005 | ф   | Если свекровь — монстр | Monster-in-Law                | режиссёр            |
| 2006 | с   | Женщины и закон        | Women in Law                  | режиссёр            |
| 2008 | ф   | Двадцать одно          | 21                            | режиссёр            |
| 2009 | ф   | Голая правда           | The Ugly Truth                | режиссёр            |
| 2010 | ф   | Киллеры                | Killers                       | режиссёр            |
| 2013 | ф   | Паранойя               | Paranoia                      | режиссёр            |
| 2019 | ф   | Свадебный год          | The Wedding Year              | режиссёр            |

## Признание и награды
- Aspen Shortsfest — премия жюри за лучшую студенческую комедию: Titsiana Booberini (1998)
- Молодой Голливуд — награда молодому крутому режиссёру (2002)
- Alliance of Women Film Journalists — награда AWFJ Hall of Shame Award: Голая правда (2009)
- Alliance of Women Film Journalists — награда Sexist Pig Award: Голая правда (2009)